# 화성 분기점
화성 분기점(華城分岐點, Hwaseong Junction, 화성JC)은 경기도 화성시 정남면 보통리에 설치된 평택파주고속도로와 수도권제2순환고속도로가 만나는 분기점이다.

## 역사
- 2017년 2월 8일 : 분기점 신설을 위해 화성시 도시계획시설 교통광장에 정남면 보통리 일원을 고시[1]
- 2021년 4월 28일 : 수도권제2순환고속도로 마도 ~ 화성 구간 개통과 함께 통행 개시[2]

## 구조물 정보
- 위치 : 경기도 화성시 정남면 보통리

## 접속하는 노선

### 평택・양평방면
- 평택파주고속도로, 수도권제2순환고속도로 (1번) (중첩구간)

### 파주방면
- 평택파주고속도로

### 화성방면
- 수도권제2순환고속도로 (1-1번)